# Léger Fouris
Léger Camille Fouris, né le 22 novembre 1895 à Saint-Donat et mort le 16 juin 1944 au camp de concentration de Buchenwald, était maire de Singles de 1929 à 1943 et marchand de vin. Ancien combattant de la guerre de 1914-1918, il a été dénoncé pour faits de Résistance, arrêté par le Sicherheitsdienst et déporté au camp de concentration de Buchenwald où il trouva la mort.

## Biographie
Arrêté le 13 octobre 1943 à la suite de sa dénonciation auprès du Sicherheitsdienst de Clermont-Ferrand par des membres de la section communale de Singles de la Légion française des combattants pour son rôle d'agent de liaison de la future zone FFI no 3 de la région 6, il est interné à la prison militaire du 92e régiment d'infanterie de Clermont-Ferrand puis au camp d'internement de Royallieu-Compiègne. Il est ensuite déporté au camp de concentration de Buchenwald le 19 janvier 1944 sous le matricule 40 470.
Décédé dans ce camp des suites d'une pleurésie le 16 juin 1944, il a été reconnu déporté-résistant, décoré de la médaille militaire et de la médaille de la Résistance à titre posthume, déclaré mort pour la France et mort en déportation par le secrétariat d'Etat aux anciens combattants. Une rue du village de La Guinguette (commune de Singles) porte le nom de Léger Fouris.

## Décorations
- Médaille militaire par décret du 11 juillet 1958
- Croix de guerre 1914-1918 (France) avec étoile de bronze (1918)
- Croix de guerre 1939-1945 (France) avec palme (1958)
- Insigne des blessés militaires (une blessure)
- Médaille de la Résistance par décret du 11 juillet 1958
- Croix du combattant volontaire de la Résistance (2024)
- Croix du combattant (1928)
- Médaille interalliée 1914-1918
- Médaille commémorative de la bataille de Verdun (2014)
- Médaille commémorative de la guerre 1914-1918
- Médaille de la déportation pour faits de Résistance avec agrafe "déporté" (1951)
- Médaille commémorative de la guerre 1939-1945 avec agrafe "libération"

- Médaille de la Jeunesse et des Sports échelon bronze (1930)